# Csíkszék

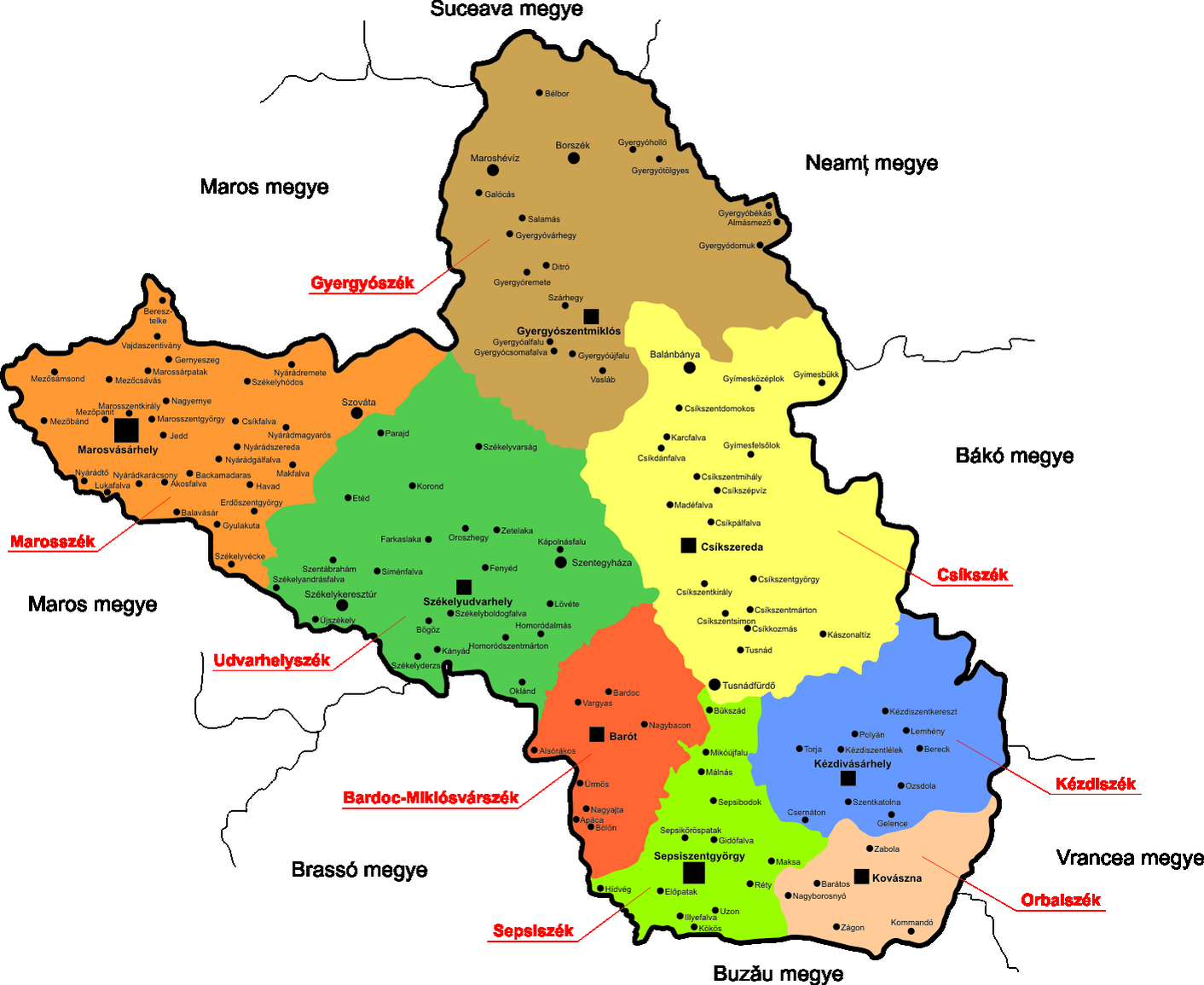
Csíkszék (geel) in het Szeklerland

Csíkszék was een van de bestuurlijke regio's (een zogenaamde stoel), gevestigd in de 13e eeuw, van het Koninkrijk Hongarije en het Vorstendom Transsylvanië. Het was de hoofdzetel van het Ciucbekken, het bovenste bekken van de Olt in de Oostelijke Karpaten, waarin het district Harghita ingesloten is. De Hongaren in Transsylvanië vestigden zich in dit gebied. In de 19e eeuw was er overbevolking in dit gebied, dus emigreerden vele Szeklers naar Moldavië. In 1876 werd het opgeheven en werd het een deel van het komitaat Csik. Dit komitaat bevatte verder de Gyergyószék.
Tegenwoordig is de Csíkszék een etnisch Hongaarse regio in het Szeklerland in de landstreek Transsylvanië in Roemenië. De hoofdstad van de streek is de stad Miercurea Ciuc (Hongaars: Csíkszereda).

## Demografie
Volgens de volkstelling van 2011 woonden er in 115.965 personen. De samenstelling was als volgt:
- 100.864 etnische Hongaren (86,98%)
- 13.784 etnische Roemenen (11,87%)
- 1.205 Roma (1,04%)
- 112 andere nationaliteiten
- mannen: 57.278 (49,39%)
- vrouwen: 58.687 (50,61%)

## Geografie
Geografisch is Csíkszék opgesplitst in twee delen, Alcsík en Felcsík.